# Aditi Govitrikar
Aditi Govitrikar (en maratí: अदिती गोवित्रीकर, romanizado: Aditī Govitrīkar /əˈdɪtiː ɡoˈvɪtrɪːkər/ⓘ) Panvel, 21 de mayo de 1976) es una modelo, actriz y médica india. De 1997 a 2004, la Dra. Govitrikar fue la única supermodelo india con un Doctorado en Medicina y titulación en Psicología. Ha sido promocionada por el Hindustan Times como “belleza con cerebro”. Es vegetariana y practicante de Vipassana.
Ganadora del Gladrags Manhunt and Megamodel Contest en 1996 y el Gladrags Mrs. India en 2000, ganando seguidamente el concurso de Mrs. Mundo en 2001. La Dra. Govitrikar es la única mujer india en haber ganado el título de Mrs. World.
La Dra. Govitrikar se adentró en el campo de la interpretación con su primer papel principal en Thammudu (1999), una película que fue un éxito. Actuó en muchas más, incluyendo Paheli (2005), la entrada oficial de la India en los 79.º Premios de la Academia, y De Dana Dan (2009) ganadora del Premio de la Academia de Cine Indio Internacional. También interpretó el personaje principal en varios vídeos musicales, tales como Kabhi to Nazar Milao por Adnan Sami y Asha Bhosle (1997) y Aaeena por Jagjit Singh (2000).
La Dra. Govitrikar lanzó PETA en India y ha respaldado también otras marcas internacionales de renombre tales como Coca Cola, Chopard, Fendi y Harry Winston.

## Biografía
Govitrikar nació en Panvel, Maharashtra en una familia de brahmanes Chitpavan. Acudió a la escuela en el Barns High School en Panvel y obtuvo su Licenciatura en Medicina en el Grant Medical College de Mumbay, graduada en 1997 con el título de MBBS. Poeteriormente comenzó en la Escuela de Medicina en Ginecoobstetricia después de terminar su Licenciatura en Medicina, pero no la terminó ya que incursionó en el mundo del modelaje.

## Carrera

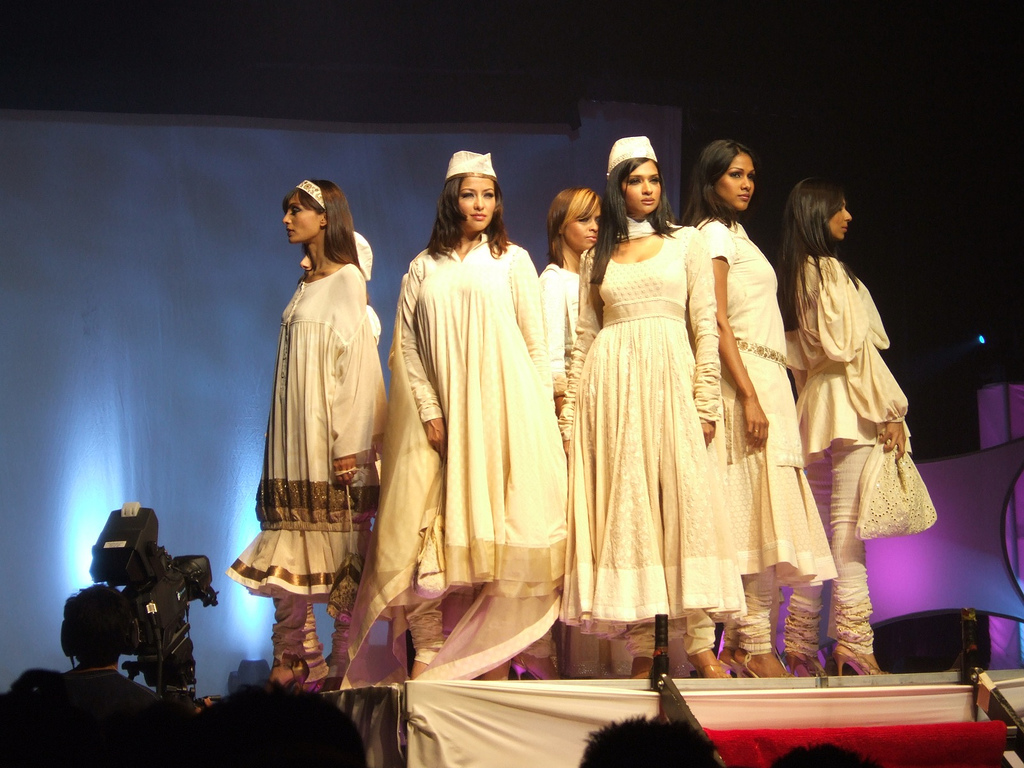
Aditi Govitrikar en Bollywood Fashion Awards, 2006.

Comenzó su carrera como modelo después de ganar el Gladrags Megamodel Contest en 1996. También ganó los premios mejor cuerpo y mejor  cara en el Concurso Asia Super Model en 1997. Hizo de modelo para empresas como Kaya Skin Clinic, Pond's y apareció en anuncios de televisión, incluyendo su inmensamente conocido anuncio para Coca-Cola junto a Hrithik Roshan.
Desde que ganase Mrs. World 2001, Govitrikar continuó trabajando de modelo y también apareció en papeles menores en un gran número de películas de Bollywood y del sur de la India. Actuó en la serie de televisión hindiYe Meri Life Hai y participó en reality shows como Fear Factor - Khatron Ke Khiladi (2008) presentado por Akshay Kumar, y en la serie de telerrealidad, Bigg Boss (T3 2009).

## Vida personal
A pesar de su oposición inicial, se casó con un musulmán estudiante de último año en la escuela de Medicina, el Dr. Muffazal Lakdawala, a quien conoció mientras estaba en la universidad y con el que salió durante más de siete años. La pareja contrajo matrimonio en 1998 tanto bajo la ley civil como bajo la ley musulmana y después de que ella se convirtiese al islam y tomase el nombre de Sarah Lakdawala. Tienen una hija, Kiara, que nació en 1999. La pareja tuvo otro bebé en mayo de 2007.
Govitrikar tiene una hermana menor, Arzoo Govitrikar, quien era ingerniera electrónica, pero ahora es actriz. También tiene un hermano menor, Alpan Govitrikar quien es 9 años más joven que ella y es su asistente personal. En la programa Kalakarz, en el que hacía de juez a pesar de que no le gustaba enjuiciar, quería que Richa Tiwari de Sagar, Madhya Pradesh ganase, lo que finalmente ocurrió en la ronda final gracias al juicio de Govitrikar.

## Filmografía
| Año  | Película                           | Papel                           | Director                 | Idioma  | Ref.   |
| ---- | ---------------------------------- | ------------------------------- | ------------------------ | ------- | ------ |
| 2017 | Who is the first wife of my father | Swati                           | Zeeshan Ahmad            | Hindi   | [ 8 ]  |
| 2014 | Myself Ghaint                      | Aditi (maasi)                   | Akashdeep Singh Batth    | Hindi   | [ 9 ]  |
| 2011 | Hum Tum Shabana                    | Juez                            | Sagar Ballary            | Hindi   | [ 10 ] |
| 2011 | Bheja Fry 2                        | Raveena Kapoor                  | Sagar Ballary            | Hindi   |        |
| 2010 | Ringa Ringa                        | Chica de Sueño                  | Sanjay Jadhav            | Marathi |        |
| 2009 | De Dana Dan                        | Pammi Chadda                    | Priyadarshan             | Hindi   | [ 11 ] |
| 2007 | Kaisay Kahein...                   | Neha Saral                      | Mohit Hussein            | Hindi   | [ 12 ] |
| 2007 | Victoria No. 203 (2007)            | Babyji                          | Ananth Narayan Mahadevan | Hindi   |        |
| 2006 | Manoranjan: The Entertainment      | Maya / Salma                    | Kaaran Choudhary         | Hindi   | [ 13 ] |
| 2005 | Paheli                             | Kamli                           | Amol Palekar             | Hindi   | [ 14 ] |
| 2003 | Dhund: The Fog                     | Simran Malhotra                 | Shyam Ramsay             | Hindi   | [ 15 ] |
| 2003 | Baaz: A Bird in Danger             | Ganadora de concurso de belleza | Tinnu Verma              | Hindi   | [ 16 ] |
| 2002 | 16 December                        | Sonal Joshi                     | Mani Shankar             | Hindi   | [ 17 ] |
| 2002 | Soch                               | Sra. Madhulika Raj Matthews     | Sushen Bhatnagar         | Hindi   | [ 18 ] |
| 1999 | Thammudu                           | Lovely                          | P.A. Arun Prasad         | Telugu  | [ 19 ] |

Álbumes musicales

- Baarish Ho Rahi Hai (por Anu Malik)
- Kabhi To Nazar Milao (por Adnan Sami)

Televisión
| Año  | Serie                              | Papel          | Canal         | Idioma | Notas                                                            | Ref.   |
| ---- | ---------------------------------- | -------------- | ------------- | ------ | ---------------------------------------------------------------- | ------ |
| 2015 | Suryaputra Karn                    | Ganga          | SonyTV        | Hindi  | Serie de televisión histórica india                              |        |
| 2015 | Badi Door Se Aaye Hai              | Vidya Mandodre | SAB TV        | Hindi  | Serie de televisión dramática                                    |        |
| 2014 | Mothers Care                       | Presentadora   | Khana Khazana | Hindi  | Programa de cocina para nuevas y futuras mamás y sus hijos       |        |
| 2013 | Arjun                              | Ella misma     | Star Plus     | Hindi  | Serie criminal de TV                                             | [ 20 ] |
| 2013 | Welcome - Baazi Mehmaan Nawaazi ki | Ella misma     | Life OK       | Hindi  | Reality show (T2) basado en Come Dine with Me                    | [ 21 ] |
| 2009 | Bigg Boss (temporada 3)            | Ella misma     | Colors TV     | Hindi  | Semifinalista en concurso de telerrealidad basado en Big Brother |        |
| 2008 | Fear Factor: Khatron Ke Khiladi    | Ella misma     | Colors TV     | Hindi  | Finalista (segunda finalista). (T1) En Johannesburgo, Sudáfrica  |        |
| 2006 | Kalakarz                           | Juez           | DD National   | Hindi  | Reality show de competición que busca nuevos actores             |        |
| 2005 | Ye Meri Life Hai                   | Ella misma     | Sony TV       | Hindi  | Serie de televisión dramática                                    |        |
| 2004 | Kkehna Hai Kuch Mujhko             | Anuja          | Sony TV       | Hindi  | Serie de televisión dramática                                    |        |
| 2003 | Aktion unlimited... Josh           | Ella misma     | Star Plus     | Hindi  | Serie de televisión de acción                                    |        |

## Premios y nominaciones
| Año  | Premio                                 | Categoría                     | Localización           | Resultado | Ref.   |
| ---- | -------------------------------------- | ----------------------------- | ---------------------- | --------- | ------ |
| 1996 | Gladrags Manhunt and Megamodel Contest | Modelo del año                | Bombay, India          | Ganadora  |        |
| 1996 | Carrie’s Asian Supermodel Contest      | Cara Clásica Mejor Cuerpo     | Singapur               | Ganadora  | [ 22 ] |
| 2000 | Gladrags Mrs. India                    | Mrs. India                    | Bombay                 | Ganadora  | [ 23 ] |
| 2001 | Mrs. World                             | Mrs. Mundo                    | Las Vegas, Nevada, EUA | Ganadora  | [ 24 ] |
| 2001 | Rajeev Gandhi Award                    | Personalidad Nacional del Año | Bombay, India          | Ganadora  | [ 25 ] |
| 2001 | Maharshtra Ratna                       | Personalidad Estatal del Año  | Bombay, India          | Ganadora  | [ 26 ] |
| 2008 | Vegetarian Congress Award              | Celebridad Vegetariana        | Bombay                 | Ganadora  | [ 27 ] |